# 다파로
다파로(Dapa-ro)는 강원특별자치도 화천군 상서면 에서 상서면 파포삼거리 을 잇는 강원특별자치도의 도로이다.

## 주요 경유지
강원특별자치도
- 화천군 (상서면)

## 노선
| 이름       | 접속 노선                | 소재지 | 소재지 | 비고 |
| ---------- | ------------------------ | ------ | ------ | ---- |
| (이름없음) | 국도 제56호선 (다파령로) | 화천군 | 상서면 |      |
| 다목2교    |                          | 화천군 | 상서면 |      |
| 포사교     |                          | 화천군 | 상서면 |      |
| 가동교     |                          | 화천군 | 상서면 |      |
| 삼거리교   |                          | 화천군 | 상서면 |      |
| 봉오삼거리 | 신원동로                 | 화천군 | 상서면 |      |
| 율목교     |                          | 화천군 | 상서면 |      |
| (이름없음) |                          | 화천군 | 상서면 |      |
| 갈전교     |                          | 화천군 | 상서면 |      |
| 숙고개터널 |                          | 화천군 | 상서면 |      |
| (이름없음) | 계파로                   | 화천군 | 상서면 |      |
| 파퐈삼거리 | 국도 제5호선 (영서로)    | 화천군 | 상서면 |      |